# Wbeymar Angulo
Wbeymar Angulo (orm. Վբեյմար Անգուլո Մոսկեռա; ur. 6 marca 1992 w Quibdó) – ormiański piłkarz pochodzenia kolumbijskiego występujący na pozycji pomocnika w ormiańskim klubie Ararat Armenia Erywań oraz w reprezentacji Armenii.

## Kariera klubowa

### Atlético Huila
1 stycznia 2011 podpisał kontrakt z kolumbijskim klubem Atlético Huila. Zadebiutował 27 marca 2011 w meczu Categoría Primera A przeciwko CD La Equidad (1:1).

### Alianza Petrolera
1 lipca 2012 przeszedł do drużyny Alianza Petrolera. Zadebiutował 19 września 2012 w meczu Categoría Primera B przeciwko Valledupar FC (2:0). W sezonie 2012 jego zespół zajął pierwsze miejsce w tabeli i zdobył mistrzostwo Categoría Primera B.

### Gandzasar Kapan
31 lipca 2015 podpisał kontrakt z ormiańskim klubem Gandzasar Kapan. Zadebiutował 8 sierpnia 2015 w meczu Barcragujn chumb przeciwko Alaszkert Erywań (0:0). Pierwszą bramkę zdobył 22 sierpnia 2015 w meczu ligowym przeciwko Mika Erywań (2:3). W sezonie 2016/17 jego zespół zajął drugie miejsce w tabeli zdobywając wicemistrzostwo Armenii. W kwalifikacjach do Ligi Europy zadebiutował 29 czerwca 2017 w meczu przeciwko OFK Titograd Podgorica (1:0). W sezonie 2017/18 wraz z drużyną dotarł do finału Pucharu Armenii, w którym pokonał Alaszkert Erywań (1:1 k. 4:3) i zdobył trofeum.

## Kariera reprezentacyjna

### Armenia
W 2020 roku otrzymał powołanie do reprezentacji Armenii. Zadebiutował 5 września 2020 w meczu Ligi Narodów UEFA przeciwko reprezentacji Macedonii Północnej (2:1). Pierwszą bramkę zdobył 8 września 2020 w meczu Ligi Narodów UEFA przeciwko reprezentacji Estonii (2:0).

## Statystyki

### Klubowe
(aktualne na dzień 22 grudnia 2020)
| Klub               | Sezon              | Liga                | Liga  | Liga   | Puchar kraju | Puchar kraju | Europa | Europa | Inne  | Inne   | Suma  | Suma   |
| Klub               | Sezon              | Liga                | Mecze | Bramki | Mecze        | Bramki       | Mecze  | Bramki | Mecze | Bramki | Mecze | Bramki |
| ------------------ | ------------------ | ------------------- | ----- | ------ | ------------ | ------------ | ------ | ------ | ----- | ------ | ----- | ------ |
| Patriotas Boyacá   | 2008               | Categoría Primera B | 1     | 0      | 0            | 0            | –      | –      | –     | –      | 1     | 0      |
| Patriotas Boyacá   | Ogólnie            | Ogólnie             | 1     | 0      | 0            | 0            | 0      | 0      | 0     | 0      | 1     | 0      |
| Atlético Huila     | 2011 Apertura      | Categoría Primera A | 1     | 0      | 0            | 0            | –      | –      | –     | –      | 1     | 0      |
| Atlético Huila     | Ogólnie            | Ogólnie             | 1     | 0      | 0            | 0            | 0      | 0      | 0     | 0      | 1     | 0      |
| Alianza Petrolera  | 2012               | Categoría Primera B | 4     | 0      | 0            | 0            | –      | –      | –     | –      | 4     | 0      |
| Alianza Petrolera  | Ogólnie            | Ogólnie             | 4     | 0      | 0            | 0            | 0      | 0      | 0     | 0      | 4     | 0      |
| Murciélagos FC     | 2013/14            | Liga Premier        | 10    | 2      | 0            | 0            | –      | –      | –     | –      | 10    | 2      |
| Murciélagos FC     | Ogólnie            | Ogólnie             | 10    | 2      | 0            | 0            | 0      | 0      | 0     | 0      | 10    | 2      |
| Gandzasar Kapan    | 2015/16            | Barcragujn chumb    | 21    | 1      | 4            | 0            | –      | –      | –     | –      | 25    | 1      |
| Gandzasar Kapan    | 2016/17            | Barcragujn chumb    | 29    | 0      | 2            | 0            | –      | –      | –     | –      | 31    | 0      |
| Gandzasar Kapan    | 2017/18            | Barcragujn chumb    | 26    | 2      | 4            | 0            | 2      | 0      | –     | –      | 32    | 2      |
| Gandzasar Kapan    | 2018/19            | Barcragujn chumb    | 28    | 1      | 2            | 0            | 2      | 0      | 1     | 0      | 33    | 1      |
| Gandzasar Kapan    | 2019/20            | Barcragujn chumb    | 18    | 1      | 3            | 0            | –      | –      | –     | –      | 21    | 1      |
| Gandzasar Kapan    | 2020/21            | Barcragujn chumb    | 8     | 3      | 1            | 0            | –      | –      | –     | –      | 9     | 3      |
| Gandzasar Kapan    | Ogólnie            | Ogólnie             | 130   | 8      | 16           | 0            | 4      | 0      | 1     | 0      | 151   | 8      |
| Ogólnie w karierze | Ogólnie w karierze | Ogólnie w karierze  | 146   | 10     | 16           | 0            | 4      | 0      | 1     | 0      | 167   | 10     |

### Reprezentacyjne
(aktualne na dzień 22 grudnia 2020)
| Reprezentacja | Rok     | Mecze | Bramki |
| ------------- | ------- | ----- | ------ |
| Armenia       |         |       |        |
| 2020          | 5       | 1     |        |
| Ogólnie       | Ogólnie | 5     | 1      |

| Mecze i gole w reprezentacji | Mecze i gole w reprezentacji | Mecze i gole w reprezentacji | Mecze i gole w reprezentacji | Mecze i gole w reprezentacji | Mecze i gole w reprezentacji | Mecze i gole w reprezentacji | Mecze i gole w reprezentacji |
| Lp.                          | Data                         | Miejsce                      | Gospodarz                    | Gość                         | Wynik                        | Gol                          | Rozgrywki                    |
| ---------------------------- | ---------------------------- | ---------------------------- | ---------------------------- | ---------------------------- | ---------------------------- | ---------------------------- | ---------------------------- |
| 1.                           | 05.09.2020                   | Skopje                       | Macedonia Północna           | Armenia                      | 2:1                          |                              | Liga Narodów UEFA            |
| 2.                           | 08.09.2020                   | Erywań                       | Armenia                      | Estonia                      | 2:0                          | Gol                          | Liga Narodów UEFA            |
| 3.                           | 11.10.2020                   | Erywań                       | Armenia                      | Gruzja                       | 2:2                          |                              | Liga Narodów UEFA            |
| 4.                           | 14.10.2020                   | Tallinn                      | Estonia                      | Armenia                      | 1:1                          |                              | Liga Narodów UEFA            |
| 5.                           | 18.11.2020                   | Erywań                       | Armenia                      | Macedonia Północna           | 1:0                          |                              | Liga Narodów UEFA            |

## Sukcesy

### Alianza Petrolera
- Mistrzostwo Categoría Primera B (1×): 2012

### Gandzasar Kapan
- Wicemistrzostwo Armenii (1×): 2016/2017
- Puchar Armenii (1×): 2017/2018